# بوئینگ مدل ۶۴
بوئینگ مدل ۶۴ (به انگلیسی: Boeing Model 64) یک هواپیمای ساختِ بوئینگ در کشور ایالات متحده آمریکا است. این هواپیما در ۱ فوریه ۱۹۲۶ میلادی نخستین پرواز خود را انجام داد.